# Duodecimum
Duodecimum fou el teatre d'una batalla entre els romans i el rebel Sacrovir.
Tàcit al narrar la revolta de Sacrovir diu que el comandant romà Silius va anar cap Augustodunum després d'assolar les terres dels sèquans i es va trobar amb Sacrovir a Duodecimum lapidem (potser Autun), en camp obert i el va derrotar. El lloc no ha pogut estar identificat amb seguretat i hi ha algunes teories, però no podia ser gaire lluny del lloc on Juli Cèsar va derrotar els helvecis el 58 aC, per la vora de l'antiga Bibracte.